# Bosque Nacional Shoshone
El bosque Nacional Shoshone es el primer bosque nacional de protección federal en los Estados Unidos y cubre 9865 km² (casi 1 000 000 de hectáreas) en el estado de Wyoming.
Desde las llanuras de artemisa, a través de picea y el denso bosque de abetos, hasta los picos de las montañas escarpadas, el bosque Shoshone cuenta con una vasta biodiversidad.

## Recreación
El bosque recibe un promedio de más de medio millón de visitantes al año. Hay 30 campamentos de acceso de vehículos en el bosque, con un máximo de 27 sitios individuales cada uno. Aproximadamente la mitad de estos campamentos proporcionan agua corriente y baños, así como accesibilidad para discapacitados. La caza y la pesca son actividades muy populares y permitidas en todo el bosque, a condición de que se obtengan los permisos pertinentes y se observen los reglamentos dispuestos. Entre las actividades de invierno se incluye el esquí de fondo.